# Nguyễn Hữu Trí (nhà cách mạng)
Nguyễn Hữu Trí (?-1916) là một cộng sự đắc lực của thủ lĩnh Phan Xích Long. Năm 1916, ông bị quân Pháp bắn chết tại trận khi đang cầm quân tấn công vào Sài Gòn (Việt Nam).

## Tiểu sử
Nguyễn Hữu Trí là người ở Cần Giuộc thuộc tỉnh Long An .
Theo GS. Trần Văn Giàu thì Nguyễn Hữu Trí vốn là một thanh niên giàu lòng yêu nước. Ông đã lên núi Tà Lơn thuộc tỉnh Kam-pốt (Campuchia) xây dựng một ngôi chùa lớn, giả dạng tu hành để mưu cuộc chống Pháp. Nhờ khéo vận động, một thời gian sau ông đã lập được một tổ chức kháng Pháp tương đối có hệ thống gồm nhiều hội kín ở nhiều tỉnh thuộc Nam Kỳ.

### Tôn Phan Xích Long làm thủ lĩnh
Khoảng năm 1911, ông cùng bạn là Nguyễn Hiệp tôn Phan Phát Sanh tức Phan Xích Long (1893-1916) làm minh chủ, rồi ra sức tuyên truyền vị thủ lĩnh này chính là con vua Hàm Nghi để bề tập hợp lực lượng .

### Đánh pháp tại Sài Gòn năm 1913
Cũng theo GS Giàu thì kế hoạch đánh chiếm Sài Gòn năm 1913 đã được nhóm Phan Xích Long xếp đặt từ chùa Tà Lơn trên đất Cao Miên (Campuchia). Tuy nhiên, đợi đến khi Pháp đang mắc kẹt trong Chiến tranh thế giới thứ nhất, và nhóm của ông cũng lập được một cơ sở tại Chợ Lớn, Phan Xích Long và ông mới quyết định sẽ dùng một lực lượng lớn (đa phần là hội viên hội kín ở Chợ Lớn và Long An) để đánh chiếm các cơ quan đầu não của Pháp tại Sài Gòn. Theo đó, hội kín ở các tỉnh cũng sẽ nổi dậy giành lấy chính quyền.
Bàn soạn xong, đêm 23 rạng sáng 24 tháng 3 năm 1913, nhóm Phan Xích Long cho người đặt 8 trái bom tự tạo có hẹn giờ ở một số cơ quan chính quyền tại Sài Gòn và Chợ Lớn, đồng thời chia nhau đi rải truyền đơn và dán bản hịch trong thành phố.
Chẳng may chưa tới giờ bom nổ thì quân Pháp đã phát hiện được. Nhà cầm quyền liền sai quân đi tháo gỡ và lùng bắt đội quân của các ông. Không nghe tiếng bom nổ, nhiều cánh quân đã kịp rút đi. Tuy nhiên, quân Pháp vẫn bắt được một số đông khi họ đang đi vào Chợ Lớn, vì kiểu đồng phục "quần đen, áo trắng, khăn trắng quấn cổ" mặc dù tay không cầm vũ khí.
Kết cuộc, Nguyễn Hữu Trí chạy thoát, Phan Xích Long chạy ra Phan Thiết và bị bắt ở đó, bị đem về giam ở Khám lớn Sài Gòn cùng với nhiều đồng đội khác.

### Đánh pháp tại Sài Gòn năm 1916 và hy sinh
Năm 1916, nhân Pháp bại trận trong Chiến tranh thế giới thứ nhất, Nguyễn Hữu Trí liền gấp rút lên kế hoạch giải cứu Phan Xích Long và các đồng đội đang bị giam cầm.
Sau khi họp bàn tại núi Cấm (Tịnh Biên, An Giang), lúc 3 giờ sáng đêm 16 tháng 2 năm 1916, với khẩu hiệu Cứu Đại ca (chỉ Phan Xích Long), khoảng 300 hội viên hội kín ở các tỉnh do Nguyễn Hữu Trí chỉ huy, từ hàng chục chiến thuyền buôn đang đậu trên sông cầu Ông Lãnh, giở khoang, vứt bỏ lá ngụy trang, nhảy lên bờ với "áo đen, quần trắng, khăn trắng quấn cổ", tay cầm đủ thứ binh khí (không có súng) chia làm ba nhóm xông lên tấn công dinh Thống đốc và Khám lớn.
Gần tới nơi, ba nhóm nhập lại rồi chia ra thành hai, nhưng cả hai cánh đều bị quân Pháp đánh đuổi...Họ giết chết tại trận 6 người (có Nguyễn Hữu Trí), làm bị thương nhiều người khác. Và bất kỳ ai mặc "quần đen áo trắng" buổi sáng ấy, đang lẩn quẩn ở khu vực xảy ra chuyện, đều bị bắt nhốt. Lúc bấy giờ, ngoài lực lượng đi tấn công, còn có các lực lượng khác ở xung quanh Sài Gòn chờ phối hợp, nhưng vì không thấy có hiệu lịnh như đã định nên rút lui. Nhờ vậy mà nhiều người đã đào thoát được.

## Thông tin thêm
Sau khi Nguyễn Hữu Trí hy sinh (1916), toà án thực dân Pháp đã ra lệnh xử tử 38 người tại Đồng Tập Trận  vào ngày 22 tháng 2 năm 1916, trong đó có thủ lĩnh Phan Xích Long. Ngày 16 tháng 3 năm 1916, họ cho tử hình thêm 13 người nữa, cũng tại địa điểm trên. Tổng cộng sau 2 lần bắn và 6 người đã bị giết tại trận, là 57 người .
Và trong bản cáo trạng được đọc tại tòa án thực dân lúc bấy giờ có đoạn:
...Bằng cách nào đó, dưới sự đôn đốc của một ý chí chắc hẳn là hết sức to lớn, cùng một ngày, cùng một giờ, bằng những phương tiện và thủ đoạn giống nhau, trên nhiều địa điểm và địa phương khác nhau,...đã bùng nổ và phát triển...
Theo GS. Trần Văn Giàu, thì đoạn văn này chính là sự gián tiếp khâm phục tài tổ chức của những người lãnh đạo (trong đó có Nguyễn Hữu Trí) cuộc khởi nghĩa năm 1916 .

## Sách tham khảo
- Trần Văn Giàu, Lược sử Thành phố Hồ Chí Minh in trong Địa chí văn hóa Thành phố Hồ Chí Minh (Tập 1). Nhà xuất bản Thành phố Hồ Chí Minh, 1987
- Vương Hồng Sển, Sài Gòn năm xưa. Nhà xuất bản Thành phố Hồ Chí Minh tái bản năm 1991.
- Sơn Nam, Cá tính miền Nam. Nhà xuất bản Trẻ, 1997.
- Sơn Nam, Nói về miền Nam (phần nói về Phan Xích Long, bản điện tử).